# Lou Williams
Louis "Lou" Tyrone Williams (Memphis, 27 de outubro de 1986) é um ex-jogador norte-americano profissional de basquete.
Ele foi do ensino médio diretamente para o draft. Ele foi selecionado pelo Philadelphia 76ers como a 45ª escolha geral no Draft da NBA de 2005. Ele foi eleito três vezes o Sexto Homem do Ano. Em março de 2019, ele se tornou o maior pontuador da NBA sendo reserva.

## Carreira no ensino médio
Williams nasceu em Memphis, Tennessee, ele jogou na South Gwinnett High School e foi quatro vezes selecionado para a Equipe do Estado e foi nomeado "Mr. Basketball" da Geórgia em seu dois últimos anos. Em seu terceiro ano, Williams liderou South Gwinnett até o título do Campeonato Estadual da Georgia 5A. No final de seu último ano, Williams foi nomeado o Jogador Naismith Prep do Ano e um McDonald's All-American. Lou Williams também participou do Nike Hoop Summit e do Jordan Brand Classic.
Considerado um recruta cinco estrelas pela Rivals.com, Williams foi listado como o terceiro melhor armador e o sétimo melhor jogador do país em 2005.
Williams se comprometeu a jogar na Universidade da Geórgia mas acabou se declarando para o Draft da NBA de 2005. Ele terminou sua carreira como o segundo maior artilheiro de todos os tempos na história do basquete colegial da Geórgia.

## Carreira profissional

### Philadelphia 76ers (2005–2012)
Após decepcionantes performances nos treino, Williams caiu para a segunda rodada do draft e acabou sendo escolhido pelo Philadelphia 76ers como a 45º escolha geral. Em sua temporada de novato, ele jogou em 30 jogos e teve médias de 1,9 pontos em 4.8 minutos.
Na temporada seguinte, Williams foi enviado para jogar pelo Fort Worth Flyers na D-League. Após uma boa exibição na D-League e rumores sobre o armador titular dos 76ers, Allen Iverson, Williams foi chamado de volta em 5 de dezembro.
Durante a temporada de 2007-08, Williams jogou em 80 jogos e teve médias de 11,3 pontos, 3,2 assistências e 2,0 rebotes em 23.3 minutos. No final daquela temporada, Williams se tornou um agente livre restrito e assinou um contrato de cinco anos e US $ 25 milhões para permanecer nos 76ers.
No Jogo 4 da primeira rodada da Conferência Leste de 2011, Williams acertou a cesta da vitória dos 76ers contra o Miami Heat por 86-82. No entanto, os Sixers acabaram perdendo a série em cinco jogos.
Na temporada de 2011-12, Williams liderou os 76ers na pontuação com média de 14,9 pontos, apesar de não ter sido titular em nenhum jogo. Ele foi o segundo colocado no prêmio de Sexto Homem do Ano.

### Atlanta Hawks (2012–2014)
Em 12 de julho de 2012, Williams assinou um contrato de 3 anos e US$ 12 milhões com o Atlanta Hawks. Em 18 de janeiro de 2013, contra o Brooklyn Nets, Williams caiu desajeitadamente sobre o joelho direito e teve que deixar o jogo em uma cadeira de rodas. Mais tarde, foi revelado que ele rasgou o seu ligamento cruzado anterior e perderia o resto da temporada.
Ele também perdeu os primeiros jogos da temporada de 2013-14 e fez sua estreia em 20 de novembro de 2013, marcando 6 pontos. Em 14 de dezembro de 2013, Williams marcou 27 pontos. Ele terminou a temporada com médias de 10,4 pontos, 3,5 assistências e 2,1 rebotes.

### Toronto Raptors (2014–2015)
Em 30 de junho de 2014, Williams foi negociado, junto com Lucas Nogueira, para o Toronto Raptors em troca de John Salmons e da escolha de segunda rodada de 2015.
Em 22 de novembro de 2014, ele marcou 36 pontos na vitória por 110-93 sobre o Cleveland Cavaliers. Em 20 de abril de 2015, Williams foi nomeado o Sexto Homem do Ano de 2015, tornando-se o primeiro membro do Toronto Raptors a ganhar o prêmio.

### Los Angeles Lakers (2015–2017)
Em 9 de julho de 2015, Williams assinou um contrato de três anos e US$ 21 milhões com o Los Angeles Lakers. Ele fez sua estreia pelos Lakers na abertura da temporada contra o Minnesota Timberwolves em 28 de outubro de 2015, marcando 21 pontos em uma derrota por 112-111. Em 3 de janeiro de 2016, ele marcou 30 pontos na vitória por 97-77 sobre o Phoenix Suns. Cinco dias depois, ele marcou 23 de seus 44 pontos, o recorde de sua carreira, no quarto quarto da derrota por 117–113 para o Oklahoma City Thunder.
Em 3 de dezembro de 2016, Williams marcou 40 pontos em uma derrota por 103–100 para o Memphis Grizzlies. Essa marca foi a maior por um reserva contra Memphis e ele se tornou o primeiro jogador a marcar 40 pontos como reserva desde Jordan Crawford em abril de 2014. Dois dias depois, ele registrou 38 pontos, seis rebotes e sete assistências em uma derrota de 107–101 para o Utah Jazz, sendo os primeiros jogos consecutivos de 30 pontos de sua carreira em 12 anos na NBA. Ele também se tornou o primeiro jogador dos Lakers a marcar pelo menos 38 pontos em jogos sucessivos desde Kobe Bryant em março de 2013. Em quatro jogos entre 3 e 9 de dezembro, Williams marcou 137 pontos - o maior desempenho de pontuação em quatro jogos por um reserva desde 1970.

### Houston Rockets (2017)
Em 23 de fevereiro de 2017, Williams foi negociado com o Houston Rockets em troca de Corey Brewer e uma escolha de primeira rodada no draft de 2017. Ele fez sua estreia pelos Rockets naquela noite, marcando 27 pontos na vitória por 129-99 sobre o New Orleans Pelicans. Em 15 de março de 2017, ele marcou 30 pontos em uma vitória de 139-100 sobre os Lakers.

### Los Angeles Clippers (2017–2021)

#### Temporada de 2017–18
Em 28 de junho de 2017, o Los Angeles Clippers adquiriu Williams, junto com Patrick Beverley, Sam Dekker, Montrezl Harrell, Darrun Hilliard, DeAndre Liggins, Kyle Wiltjer e uma escolha de primeira rodada em 2018 do Houston Rockets, em troca de Chris Paul.
Em 27 de novembro de 2017, Williams marcou 42 pontos na vitória por 120-115 sobre o Los Angeles Lakers. Em 9 de dezembro de 2017, ele acertou a cesta da vitória dos Clippers sobre o Washington Wizards. Em 31 de dezembro de 2017, ele marcou 40 pontos em uma vitória por 106-98 sobre o Charlotte Hornets. Williams foi posteriormente nomeado o Jogador da Semana da Conferência Oeste pelos jogos disputados de 25 de dezembro a 31 de dezembro.
Em 10 de janeiro de 2018, ele marcou 50 pontos na vitória por 125-106 sobre o Golden State Warriors. Foi a maior pontuação de um jogador dos Clippers em um único jogo desde Charles Smith que fez 52 pontos em dezembro de 1990. Williams foi posteriormente nomeado Jogador da Semana da Conferência Oeste pelos jogos disputados de 8 de janeiro a 14 de janeiro. 
Em 20 de janeiro de 2018, ele registrou 31 pontos, 10 roubos de bola e sete assistências na derrota por 125-113 para o Utah Jazz. Ele se tornou o primeiro jogador na história da liga a alcançar 30 pontos, 10 roubos de bola e sete assistências em um jogo, desde que os roubos se tornaram uma estatística registrada. 
Em 26 de janeiro de 2018, ele registrou 40 pontos e 10 assistências na vitória por 109-100 sobre o Memphis Grizzlies. Em 7 de fevereiro de 2018, ele assinou uma extensão de contrato de 3 anos e US$ 24 milhões com os Clippers. Na temporada de 2017–18, Williams obteve médias de 22,6 pontos, 5,3 assistências e 1.1 roubos de bola. Ele foi posteriormente nomeado o Sexto Homem do Ano pela segunda vez em sua carreira.

#### Temporada de 2018–19
Os Clippers começaram a temporada com um recorde de 17–9 antes de Williams sofrer uma lesão no tendão direito. Nos quatro jogos que ele não jogou, os Clippers sofreu quatro derrotas. Em 28 de dezembro, ele teve 36 pontos na vitória por 118–107 sobre os Lakers.
Em 25 de janeiro de 2019, ele registrou seu primeiro triplo-duplo da carreira com 31 pontos, 10 assistências e 10 rebotes em uma vitória por 106-101 sobre o Chicago Bulls, juntando-se a Detlef Schrempf (1993) como o único outro jogador na história da NBA com um triplo duplo de 30 pontos sendo reserva. O primeiro triplo-duplo de Williams ocorreu em seu 904º jogo na carreira - apenas Zach Randolph em 974 jogos registrou o primeiro mais tarde em sua carreira.
Em 2 de fevereiro, ele marcou 39 pontos e ajudou os Clippers a se recuperar de um déficit de 25 pontos para vencer o Detroit Pistons por 111–101. Em 11 de fevereiro, ele marcou 45 pontos na derrota por 130-120 para o Minnesota Timberwolves. Em 13 de fevereiro, ele registrou 30 pontos e 10 assistências em 22 minutos em uma vitória de 134-107 sobre os Suns, tornando-se o primeiro jogador na história da NBA com pelo menos 30 pontos e 10 assistências em menos de 23 minutos.
Em 8 de março, ele marcou 40 pontos na vitória por 118-110 sobre o Oklahoma City Thunder, passando Jamal Crawford pelo posto de segundo em pontos na NBA sendo reserva. Foi também o 28º jogo de sua carreira com 30 ou mais pontos sendo reserva, quebrando o recorde de Ricky Pierce de 27. Em 11 de março, ele se tornou o líder da NBA em pontos sendo reserva ultrapassando Dell Curry (11,147).
Em 15 de abril de 2019, Williams registrou 36 pontos e 11 assistências para ajudar os Clippers a superar um déficit de 31 pontos - a maior virada na história dos playoffs da NBA - e empatar a série da primeira rodada em 1-1 contra o Golden State Warriors com uma vitória de 135-131. Ele se tornou apenas o segundo jogador reserva na história da NBA com um desempenho de 30 pontos e 10 assistências nos playoffs. No Jogo 5 da série, ele registrou 33 pontos e 10 assistências em uma vitória por 129–121. Os Clippers acabaram perdendo o Jogo 6 e sendo eliminados dos playoffs. Williams foi eleito o Sexto Homem do Ano, juntando-se a Jamal Crawford como o único vencedor por três vezes do prêmio.

#### Temporada de 2019–20
Depois de violar as regras da bolha da NBA, Williams foi obrigado a ficar de fora dos dois primeiros jogos da bolha para cumprir seus requisitos de quarentena. Nos playoffs, ele teve médias de 12,8 pontos e 4,2 assistências e os Clippers perdeu em sete jogos contra o Denver Nuggets nas semifinais da Conferência Oeste.

### Segunda passagem pelo Atlanta Hawks (2021–Presente)
Em 25 de março de 2021, Williams, junto com duas escolhas de segunda rodada no draft e considerações em dinheiro, foi negociado com o Atlanta Hawks em troca de Rajon Rondo.

## Vida pessoal
Williams é filho de Willie Louis Williams e Janice Faulkner. Ele tem dois irmãos, Taurus Stinnett e Willie Louis Williams II, e uma irmã, Shaun Haynes. Williams tem três filhos. Ele é um amigo próximo de Bow Wow e foi visto socializando com ele em sua casa em um episódio do MTV Cribs.
Williams gravou várias faixas de rap e participou do single "I Want It All" de Meek Mill.
Ele dirige um acampamento anual de verão na South Gwinnett High School para crianças de 10 a 16 anos. "Este acampamento significa muito para mim porque posso retribuir a uma comunidade que fez muito por mim", disse Williams.
Em dezembro de 2011, Williams afirmou que seu reconhecimento na NBA o salvou de uma tentativa de assalto à mão armada na Filadélfia. Um atirador supostamente tentou roubar Williams, mas parou e disse que era fã do jogador. Depois que Williams e o atirador chegaram a um acordo, Williams comprou comida para ele no McDonald's.
Em 2014, foi revelado que Williams estava namorando Ashley Henderson e Rece Mitchell ao mesmo tempo. Em 2018, seu relacionamento com Henderson havia terminado.
Ele é o tema de uma música do rapper canadense Drake chamada "6 Man" na mixtape If You're Reading This It's Too Late. Drake se referiu ao papel de Williams como sexto homem dos Raptors, bem como suas supostas duas namoradas.
Em julho de 2020, durante uma ausência justificada da bolha da NBA em Orlando, Lou Williams compareceu ao funeral de Paul G. Williams, pai de um amigo da família. Após a exibição, Williams foi para o clube de cavalheiros Magic City para jantar. A polêmica fez com que os investigadores da NBA questionassem Williams e avaliassem a duração de seu processo de re-quarentena.

## Estatísticas na NBA

### Temporada regular
| Ano      | Equipe        | PJ    | PT  | MPJ  | AP   | 3P   | LL   | RT  | AS  | BR  | TO | PPJ  |
| -------- | ------------- | ----- | --- | ---- | ---- | ---- | ---- | --- | --- | --- | -- | ---- |
| 2005–06  | Philadelphia  | 30    | 0   | 4.8  | .442 | .222 | .615 | .6  | .3  | .2  | .0 | 1.9  |
| 2006–07  | Philadelphia  | 61    | 0   | 11.3 | .441 | .324 | .696 | 1.1 | 1.8 | .4  | .0 | 4.3  |
| 2007–08  | Philadelphia  | 80    | 0   | 23.3 | .424 | .359 | .783 | 2.1 | 3.2 | 1.0 | .2 | 11.5 |
| 2008–09  | Philadelphia  | 81    | 0   | 23.7 | .398 | .286 | .790 | 2.0 | 3.0 | 1.0 | .2 | 12.8 |
| 2009–10  | Philadelphia  | 64    | 38  | 29.9 | .470 | .340 | .824 | 2.9 | 4.2 | 1.3 | .2 | 14.0 |
| 2010–11  | Philadelphia  | 75    | 0   | 23.3 | .406 | .348 | .823 | 2.0 | 3.4 | .6  | .2 | 13.7 |
| 2011–12  | Philadelphia  | 64    | 0   | 26.3 | .407 | .362 | .812 | 2.4 | 3.5 | .8  | .3 | 14.9 |
| 2012–13  | Atlanta       | 39    | 9   | 28.7 | .422 | .367 | .868 | 2.1 | 3.6 | 1.1 | .3 | 14.1 |
| 2013–14  | Atlanta       | 60    | 7   | 24.1 | .400 | .342 | .849 | 2.1 | 3.5 | .8  | .1 | 10.4 |
| 2014–15  | Toronto       | 80    | 0   | 25.2 | .404 | .340 | .861 | 1.9 | 2.1 | 1.1 | .1 | 15.5 |
| 2015–16  | L.A. Lakers   | 67    | 35  | 28.5 | .408 | .344 | .830 | 2.5 | 2.5 | .9  | .3 | 15.3 |
| 2016–17  | L.A. Lakers   | 58    | 1   | 24.2 | .444 | .386 | .884 | 2.3 | 3.2 | 1.1 | .2 | 18.6 |
| 2016–17  | Houston       | 23    | 0   | 25.7 | .385 | .315 | .867 | 3.0 | 2.4 | .7  | .4 | 14.9 |
| 2017–18  | L.A. Clippers | 79    | 19  | 32.8 | .435 | .359 | .880 | 2.5 | 5.3 | 1.1 | .2 | 22.6 |
| 2018–19  | L.A. Clippers | 75    | 1   | 26.6 | .425 | .361 | .876 | 3.0 | 5.4 | .8  | .1 | 20.0 |
| 2019–20  | L.A. Clippers | 65    | 8   | 28.7 | .418 | .352 | .861 | 3.1 | 5.6 | .7  | .2 | 18.2 |
| 2020–21  | L.A. Clippers | 42    | 3   | 21.9 | .421 | .378 | .866 | 2.1 | 3.4 | .9  | .1 | 12.1 |
| 2021–22  | Atlanta       | 56    | 0   | 14.3 | .391 | .363 | .859 | 1.6 | 1.9 | .5  | .1 | 6.3  |
| Carreira | Carreira      | 1.099 | 121 | 23.5 | .418 | .341 | .824 | 2.1 | 3.2 | .8  | .1 | 13.3 |

### Playoffs
| Ano      | Equipe        | PJ | PT | MPJ  | AP   | 3P   | LL   | RT  | AS  | BR  | TO | PPJ  |
| -------- | ------------- | -- | -- | ---- | ---- | ---- | ---- | --- | --- | --- | -- | ---- |
| 2008     | Philadelphia  | 6  | 0  | 22.5 | .400 | .222 | .733 | 2.0 | 2.0 | 1.0 | .0 | 12.0 |
| 2009     | Philadelphia  | 6  | 0  | 24.8 | .412 | .375 | .667 | 2.5 | 2.8 | .5  | .2 | 9.7  |
| 2011     | Philadelphia  | 5  | 0  | 26.0 | .327 | .300 | .737 | 1.6 | 3.0 | 1.0 | .0 | 10.8 |
| 2012     | Philadelphia  | 13 | 0  | 27.5 | .352 | .167 | .788 | 2.1 | 3.0 | 1.0 | .0 | 11.5 |
| 2014     | Atlanta       | 7  | 0  | 19.0 | .380 | .313 | .938 | 2.3 | 1.1 | 1.0 | .1 | 8.3  |
| 2015     | Toronto       | 4  | 0  | 25.5 | .314 | .190 | .833 | 1.8 | 1.3 | 1.5 | .1 | 12.8 |
| 2017     | Houston       | 11 | 0  | 24.7 | .424 | .308 | .897 | 2.7 | 1.3 | .6  | .1 | 12.5 |
| 2019     | L.A. Clippers | 6  | 0  | 29.3 | .433 | .333 | .829 | 2.8 | 7.7 | .8  | .2 | 21.7 |
| 2020     | L.A. Clippers | 13 | 0  | 26.2 | .425 | .235 | .811 | 3.2 | 4.2 | .8  | .2 | 12.8 |
| 2021     | Atlanta       | 18 | 2  | 15.4 | .455 | .433 | .963 | 1.4 | 2.2 | .7  | .1 | 7.7  |
| Carreira | Carreira      | 89 | 2  | 24.0 | .392 | .287 | .819 | 2.2 | 2.8 | .8  | .0 | 11.9 |

## Prêmios e Homenagens
NBA
- 3x Sexto Homem do Ano: 2015, 2018 e 2019